# آموسکییو
آموسکییو (به اسپانیایی: Amusquillo) یک شهرستان در اسپانیا است که در استان وایادولید واقع شده‌است.